# Arachnothryx megalantha
Arachnothryx megalantha là một loài thực vật có hoa trong họ Thiến thảo. Loài này được (Lorence) Lorence mô tả khoa học đầu tiên năm 2005.